# Эс-Саллум
Эс-Саллу́м, также Саллу́м (Ас-Салюм, араб. السلوم‎) — город и порт на Средиземном море на северо-западе Египта, на границе с Ливией. Расположен на побережье бухты Саллум залива Саллум, в 128 км к юго-востоку от ливийского порта Тобрук. Административный центр одноимённого марказа в мухафазе Матрух. Население 8445 человек по переписи 2006 года. Населён преимущественно бедуинами.
Саллум в основном населён бедуинами являющиеся торговцами, рыбаками и пастухами. Здесь мало туристов и мало организованных исторических экскурсий. Это ключевой торговый центр для местной бедуинской общины. Здесь находится кладбище комиссии по военным захоронениям Содружества наций времён Второй мировой войны. В 7,5 км от эс-Саллума находится пункт пропуска через государственную границу, который является единственным на египетско-ливийской границе.
Саллум находится на перевале, который был облагорожен после Второй мировой войны, став главным перевалом, поднимающимся на связанный с ним хребет, препятствующий торговле между востоком и западом. Хребет простирается от своей северной части, обращённой к восточным морским утесам, на юг на 55 км, где всё больше поворачивает на восток. Этот склон называется Акаба аль-Кабир, когда-то он назывался Акаба ас–Саллум, как, например, в XII веке. Это название означает постепенный подъём, от которого впоследствии и произошло название города. Поблизости нет других пригодных для проезда перевалов.
Саллум был небольшим римским портом. Здесь сохранилось несколько римских колодцев. Этот порт, который иногда называют Баранис, не следует путать с известным в средние века племенем берберов «аль-Бахрани».
На его южной оконечности разбросанные дома обозначают северное побережье Египта. В числе местных удобств имеются почтовое отделение и отделение Национального банка Египта. Также близ эс-Саллума находится природный заповедник Эс-Саллум.

## История
Местные жители упоминаются в некоторых римских записях о «Catabathmus Maior/Magnus» (имеется в виду местный горный хребет, препятствующий сухопутной торговле между востоком и западом), Акаба ас-Саллум или, более распространённый сегодня, Акаба аль-Кабир, буквально «великий перевал». Возможно, это были Плинос Лимен и Тетрапиргия, упомянутые в меньшем контексте-очистите ранние блюда.
Саллум послужил отправной точкой для многих миграций на восток в Египетский эялет и в османскую Сирию. В XIX веке одна семья переселилась сначала в Тафилу на юге Иордании, а оттуда в район Яффо. Они поселились в древней деревне Мулеббис и жили там в течение нескольких поколений до основания Петах-Тиквы, первой сионистской колонии, в 1878 году.
Саллум был частью эялета, а затем вилайета Триполитания, в 1551—1911 годах. Во время итало-турецкой войны, англо-египетские войска захватили его, изгнав турецкий гарнизон, чтобы предотвратить попадание города в руки итальянцев. Когда в 1925 году граница между итальянской Ливией и Египтом была установлена договором, Саллум был передан Египту.
Во время Сенусийской кампании во время Первой мировой войны Саллум был захвачен орденом Санусия в ноябре 1915 года при содействии Османской империи и Германии. 14 марта 1916 года британские войска под командованием генерал-майора Уильяма Пейтона вернули под свой контроль эс-Саллум.
В ходе Египетской операции Второй мировой войны в сентябре 1940 года итальянские войска заняли эс-Саллум. Однако уже в декабре 1941 года, во время операции «Крестоносец» (и двух других операций, затронувших близлежащий перевал Халфайя), Саллум был местом боевых действий между войсками Британской империи против немецких и итальянских войск. 16 декабря при наступлении британских войск в ходе Североафриканской кампании итальянцы без боя оставили эс-Саллум. 15 апреля 1941 года итало-германские войска заняли эс-Саллум. 15 июня в районе эс-Саллума началась неудачная атака британских войск. Военное кладбище Халфайя-Саллум было основано Комиссией по военным захоронениям Содружества наций для захоронения более 2000 солдат, погибших в этом регионе.
21 июля 1977 года Джамахирия напала на Саллум, что положило начало первому столкновению в ливийско-египетской войне.
В 1970—1980-х годах в заливе Эс-Салум располагалась «точка 52» — место маневренного базирования советской 5-й средиземноморской оперативной эскадры кораблей.
Саллум был пунктом назначения одной из экспедиций, наблюдавших полное солнечное затмение 29 марта 2006 года.

## Лагерь беженцев
Близ контрольно-пропускного пункта эс-Саллум устроен по настоянию международных гуманитарных организаций лагерь беженцев, который ни материально, ни логистически не поддерживается египетскими властями. Власти не обеспечивают беженцев продовольствием. В 2013 году, по данным египетских властей, в нем находились около 1,1 тысячи человек, преимущественно выходцев из стран экваториальной Африки. Безопасность в лагере обеспечивает Управление ООН по делам беженцев.